# Eus' Boekenclub
Eus' Boekenclub is een Nederlands televisieprogramma van de NTR. Het programma startte in 2021 met jaarlijks vijf afleveringen in de Boekenweek. In april 2023 ging het programma door met een reeks van twaalf afleveringen op zondagavond. Het programma wordt gepresenteerd door Özcan Akyol.

## Opzet
Schrijver en presentator Özcan Akyol stelt het boek én de lezer centraal. In het programma staat de liefde voor het lezen voorop met verschillende ingrediënten. Iedere aflevering staat er één schrijver en één dichter centraal, zijn er twee bekende Nederlanders te gast als leesclub, komt er één verzamelaar van literatuur langs, en is er een onderdeel met een specifiek gespreksthema. In het eerste seizoen was dat een debat gelinkt aan literatuur en/of de actualiteit. In de latere seizoenen was dit altijd een bestuurder (burgemeester, fractievoorzitter, etc.) die zijn of haar literaire voorkeur bespreekt.

## Seizoen 1 - Boekenweek 2021
| Aflevering | Datum         | Schrijver            | Leesclub                            | Poëzie              | Thema |
| ---------- | ------------- | -------------------- | ----------------------------------- | ------------------- | --- |
| 1          | 8 maart 2021  | Peter Buwalda        | Willie Wartaal en Yvette van Boven  | Ellen Deckwitz      | Debat over culturele toe-eigening in de literatuur                                                       |
| 2          | 9 maart 2021  | Simone van der Vlugt | Karin Bloemen en Bart Vriends       | Iduna Paalman       | Debat over BN'ers die kinderboeken schrijven                                                             |
| 3          | 10 maart 2021 | Lize Spit            | Lisette Wellens en Frits Barend     | Ester Naomi Perquin | Debat over sterren bij boekrecensies                                                                     |
| 4          | 11 maart 2021 | Rutger Bregman       | Maarten van Rossem en Sterre Koning | Bart Moeyaert       | Debat over de vraag of er een tekort is aan vrouwelijke schrijvers op leeslijsten van middelbare scholen |
| 5          | 12 maart 2021 | Adriaan van Dis      | Celine Huijsmans en Herman Pleij    | Radna Fabias        | Debat over schrijvers aan talkshowtafels                                                                 |

## Seizoen 2 - Boekenweek 2022
| Aflevering | Datum         | Schrijver           | Leesclub                                                      | Poëzie                   | Thema                                                                              |
| ---------- | ------------- | ------------------- | ------------------------------------------------------------- | ------------------------ | ---------------------------------------------------------------------------------- |
| 1          | 11 april 2022 | David Van Reybrouck | actrice Olga Zuiderhoek en presentator Matthijs van Nieuwkerk | Charlotte Van den Broeck | Een persoonlijk gesprek over literatuur met burgemeester Ahmed Marcouch            |
| 2          | 12 april 2022 | Griet Op de Beeck   | presentatrice Dieuwertje Blok en zanger Kenny B               | Marieke Lucas Rijneveld  | Een persoonlijk gesprek over literatuur met burgemeester Mieke Baltus (Lelystad)   |
| 3          | 13 april 2022 | Herman Koch         | presentator Dione de Graaff en rapper Donnie                  | Ingmar Heytze            | Een persoonlijk gesprek over literatuur met burgemeester Hubert Bruls (Nijmegen)   |
| 4          | 14 april 2022 | Esther Gerritsen    | acteur Melissa Drost en oud-profvoetballer Glenn Helder       | Gershwin Bonevacia       | Een persoonlijk gesprek over literatuur met burgemeester Jan van Zanen (Den Haag)  |
| 5          | 15 april 2022 | Arthur Japin        | acteur Caroline De Bruijn en presentator Frits Spits          | Wout Waanders            | Een persoonlijk gesprek over literatuur met burgemeester Sybrand Buma (Leeuwarden) |

## Seizoen 3 - Boekenweek 2023
| Aflevering | Datum            | Schrijver          | Leesclub                                                       | Poëzie         | Thema                                                                                |
| ---------- | ---------------- | ------------------ | -------------------------------------------------------------- | -------------- | ------------------------------------------------------------------------------------ |
| 1          | 27 februari 2023 | Philip Huff        | zangeres Linde Schöne en radio-dj Fernando Halman              | Nisrine Mbarki | Een persoonlijk gesprek over literatuur met burgemeester Paul Depla (Breda).         |
| 2          | 28 februari 2023 | Jaap Robben        | theatermaker Adelheid Roosen en programmaker Karim Amghar      | Myron Hamming  | Een persoonlijk gesprek over literatuur met burgemeester Ellen van Selm (Purmerend). |
| 3          | 29 februari 2023 | Judith Koelemeijer | cabaretier en acteur Gerard Cox en journalist Raounak Khaddari | Andy Fierens   | Een persoonlijk gesprek over literatuur met burgemeester Jos Wienen (Haarlem).       |
| 4          | 1 maart 2023     | Susan Smit         | actrice Susan Radder en presentator Kefah Allush               | Tsead Bruinja  | Een persoonlijk gesprek over literatuur met burgemeester Daan Prevoo (Valkenburg).   |
| 5          | 2 maart 2023     | P.F. Thomése       | journalist Clairy Polak en cabaretier Alex Ploeg               | Babs Gons      | Een persoonlijk gesprek over literatuur met burgemeester Theo Weterings (Tilburg).   |

## Seizoen 4 - Zondagavond voorjaar 2023
| Aflevering | Datum         | Schrijver          | Leesclub                                                                    | Poëzie            | Thema |
| ---------- | ------------- | ------------------ | --------------------------------------------------------------------------- | ----------------- | --- |
| 1          | 9 april 2023  | Gijs Wilbrink      | presentator Tatum Dagelet en documentairemaker Sinan Can                    | Erik Jan Harmens  | Een persoonlijk gesprek over literatuur met staatssecretaris Gunay Uslu                                                     |
| 2          | 16 april 2023 | Marion Bloem       | klinisch-psycholoog Iva Bicanic en muzikant Lucky Fonz III                  | Joost Oomen       | Een persoonlijk gesprek over literatuur met Pieter Heerma, fractievoorzitter van het CDA                                    |
| 3          | 23 april 2023 | Laura van der Haar | acteur Meral Polat en opiniepeiler Gijs Rademaker                           | Micha Hamel       | Een persoonlijk gesprek over literatuur met Lilian Marijnissen, fractievoorzitter van de SP                                 |
| 4          | 30 april 2023 | Yorick Goldewijk   | presentator Iris van Lunenburg en culinair journalist Joël Broekaert        | Dean Bowen        | Een persoonlijk gesprek over literatuur met Sophie Hermans, fractievoorzitter van de VVD.                                   |
| 5          | 7 mei 2023    | Alex Boogers       | radiopresentator Jet Berkhout en presentator Ad Visser                      | Idwer de la Parra | Een persoonlijk gesprek over literatuur met Karien van Gennip, minister van Sociale Zaken en Werkgelegenheid.               |
| 6          | 14 mei 2023   | René Appel         | presentator Marije Knevel en vlogger Gabs Wildebras                         | Anna Enquist      | Een persoonlijk gesprek over literatuur met Laurens Dassen, fractievoorzitter van Volt.                                     |
| 7          | 21 mei 2023   | Roxane van Iperen  | journalist Clarice Gargard en voetbaltrainer Marino Pusic                   | Tjitske Jansen    | Een persoonlijk gesprek over literatuur met Franc Weerwind, minister voor Rechtsbescherming.                                |
| 8          | 28 mei 2023   | Marente de Moor    | presentator Catherine Keyl en muzikant Ruben Hein                           | Daniëlle Zawadi   | Een persoonlijk gesprek over literatuur met Dennis Wiersma, minister voor Primair en Voortgezet Onderwijs.                  |
| 9          | 4 juni 2023   | Herman Brusselmans | journalist Yeliz Çiçek en presentator Jurre Geluk                           | Pieter Boskma     | Een persoonlijk gesprek over literatuur met Liane den Haan, fractievoorzitter van Fractie Den Haan.                         |
| 10         | 11 juni 2023  | Sacha Bronwasser   | cabaretier Eva Crutzen en oud-politicus Klaas Dijkhoff                      | Mustafa Stitou    | Een persoonlijk gesprek over literatuur met Alexandra van Huffelen, staatssecretaris Koninkrijksrelaties en Digitalisering. |
| 11         | 18 juni 2023  | Marion Pauw        | reptielendeskundige Sterrin Smalbrugge en presentator Pieter van der Wielen | Benzo Karim       | Een persoonlijk gesprek over literatuur met Esther Ouwehand, fractievoorzitter van Partij voor de Dieren.                   |
| 12         | 25 juni 2023  | Bart Chabot        | radiopresentator Angelique Houtveen en muzikant Stef Bos                    | Derek Otte        | Een persoonlijk gesprek over literatuur met oud-politicus Job Cohen.                                                        |

## Seizoen 5 - Zondagavond najaar 2023
| Aflevering | Datum            | Schrijver          | Leesclub                                                               | Poezie                  | Thema                                                                                          |
| ---------- | ---------------- | ------------------ | ---------------------------------------------------------------------- | ----------------------- | ---------------------------------------------------------------------------------------------- |
| 1          | 29 oktober 2023  | Tommy Wieringa     | culinair journalist Janny van der Heijden en muzikant Yousef Gnaoui    | Yentl van Stokkum       | Een persoonlijk gesprek over literatuur met burgemeester Peter Snijders (Zwolle).              |
| 2          | 5 november 2023  | Heleen van Royen   | presentator Giovanca Ostiana en wetenschapsjournalist Govert Schilling | Zaïre Krieger           | Een persoonlijk gesprek over literatuur met burgemeester Marco Out (Assen).                    |
| 3          | 12 november 2023 | Carry Slee         | operazangeres Francis van Broekhuizen en journalist Tim de Wit         | Babeth Fonchie Fotchind | Een persoonlijk gesprek over literatuur met burgemeester Boy Scholtze (Drimmelen).             |
| 4          | 19 november 2023 | Jan van Mersbergen | zanger Guus Meeuwis en presentator Amber Kortzorg                      | Kees 't Hart            | Een persoonlijk gesprek over literatuur met burgemeester Jeroen Dijsselbloem (Eindhoven).      |
| 5          | 26 november 2023 | Hanna Bervoets     | verslaggever Saskia Belleman en journalist Hans Nijenhuis              | Roziena Salihu          | Een persoonlijk gesprek over literatuur met burgemeester Jack Mikkers (s‑Hertogenbosch).       |
| 6          | 3 december 2023  | Bregje Hofstede    | muzikant Blaudzun en voormalig journalist Marga van Praag              | Peter Verhelst          | Een persoonlijk gesprek over literatuur met burgemeester Liesbeth Spies (Alphen aan den Rijn). |
| 7          | 10 december 2023 | Saskia Noort       | programmamaker Nicolaas Veul en presentator Anita Witzier              | Anne Vegter             | Een persoonlijk gesprek over literatuur met burgemeester Wim Hillenaar (Maastricht).           |
| 8          | 17 december 2023 | Rob van Essen      | actrice Yootha Wong-Loi-Sing en theoloog en presentator Andries Knevel | Hannah van Binsbergen   | Een persoonlijk gesprek over literatuur met burgemeester Peter Snijders (Zwolle).              |

## Seizoen 6 - Maart 2024
| Aflevering | Datum                   | Schrijver        | Leesclub | Poezie | Thema |
| ---------- | ----------------------- | ---------------- | --- | ------ | ----- |
| 1          | maandag 11 maart 2024   | Francine Oomen   | rapper Pjotr en Floortje Dessing, dichter Daan Doesborgh en burgemeester van Haarlemmermeer Marianne Schuurmans-Wijdeven |        |       |
| 2          | dinsdag 12 maart 2024   | Jan Brokken      | Sanne Vogel en Midas Dekkers, dichter Kira Wuck en burgemeester van Almere Hein van der Loo                              |        |       |
| 3          | woensdag 13 maart 2024  | Leon de Winter   | Beatrice de Graaf en Bertolf, dichter Alara Adilow en burgemeester van Alkmaar Anja Schouten                             |        |       |
| 4          | donderdag 14 maart 2024 | Marijke Schermer | Malou Gorter en Jan Beuving, dichter Kees Spiering en burgemeester van Enschede Roelof Bleker                            |        |       |
| 5          | vrijdag 15 maart 2024   | Joost de Vries   | Astrid Sy, dichter Sasja Janssen en burgemeester van Hengelo Sander Schelberg                                            |        |       |

## Seizoen 7 - Juni 2024
| Aflevering | Datum                 | Schrijver | Leesclub | Poezie | Thema |
| ---------- | --------------------- | --------- | --- | ------ | ----- |
| 1          | maandag 3 juni 2024   |           | Met schrijver Dimitri Verhulst, een leesclub bestaande uit William Spaaij en Manoushka Zeegelaar Breeveld, dichter Alexis de Roode en burgemeester Huri Sahin (Rijswijk). |        |       |
| 2          | dinsdag 4 juni 2024   |           | Met schrijver Jan van Aken, een leesclub bestaande uit Astrid Kersseboom en Jacques d' Ancona, dichter Alara Adilow en burgemeester René Verhulst (Ede).                  |        |       |
| 3          | woensdag 5 juni 2024  |           | Met schrijver Eva Vriend, een leesclub bestaande uit Zeynep Dag en Froukje, dichter Rozalie Hirs en burgemeester Petra Dassen-Housen (Kerkrade).                          |        |       |
| 4          | donderdag 6 juni 2024 |           | Met schrijver Frank Nellen, een leesclub bestaande uit Khadija Arib en Rik van de Westelaken, dichter Astrid Lampe en burgemeester Bouke Arends (Westland).               |        |       |
| 5          | vrijdag 7 juni 2024   |           | Met schrijver Mohammed Benzakour, een leesclub bestaande uit Nazmiye Oral en Michiel van Erp, dichter Robin Block en burgemeester José van Egmond (Reimerswaal).          |        |       |

## Seizoen 8 - November 2024
| Aflevering | Datum                      | Schrijver | Leesclub | Poezie | Thema |
| ---------- | -------------------------- | --- | --- | --- | --- |
| 1          | maandag 18 november 2024   | Met schrijver Bert Wagendorp, een leesclub bestaande uit Liesbeth Staats en Doortje Smithuijsen, Naaz in de rubriek De Taalapotheek en dichter Sophia Blyden.           | Met schrijver Bert Wagendorp, een leesclub bestaande uit Liesbeth Staats en Doortje Smithuijsen, Naaz in de rubriek De Taalapotheek en dichter Sophia Blyden.           | Met schrijver Bert Wagendorp, een leesclub bestaande uit Liesbeth Staats en Doortje Smithuijsen, Naaz in de rubriek De Taalapotheek en dichter Sophia Blyden.           | Met schrijver Bert Wagendorp, een leesclub bestaande uit Liesbeth Staats en Doortje Smithuijsen, Naaz in de rubriek De Taalapotheek en dichter Sophia Blyden.           |
| 2          | dinsdag 19 november 2024   | Met schrijver Maartje Wortel, een leesclub bestaande uit Jeangu Macrooy en Justine Marcella, Anne Steenhoff in de rubriek De Taalapotheek en dichter Piet Gerbrandy.    | Met schrijver Maartje Wortel, een leesclub bestaande uit Jeangu Macrooy en Justine Marcella, Anne Steenhoff in de rubriek De Taalapotheek en dichter Piet Gerbrandy.    | Met schrijver Maartje Wortel, een leesclub bestaande uit Jeangu Macrooy en Justine Marcella, Anne Steenhoff in de rubriek De Taalapotheek en dichter Piet Gerbrandy.    | Met schrijver Maartje Wortel, een leesclub bestaande uit Jeangu Macrooy en Justine Marcella, Anne Steenhoff in de rubriek De Taalapotheek en dichter Piet Gerbrandy.    |
| 3          | woensdag 20 november 2024  | Met schrijver Peter Buurman, een leesclub bestaande uit Daniël Boissevain en Rennie Rijpma, Sticks in de rubriek De Taalapotheek en dichter Ted van Lieshout.           | Met schrijver Peter Buurman, een leesclub bestaande uit Daniël Boissevain en Rennie Rijpma, Sticks in de rubriek De Taalapotheek en dichter Ted van Lieshout.           | Met schrijver Peter Buurman, een leesclub bestaande uit Daniël Boissevain en Rennie Rijpma, Sticks in de rubriek De Taalapotheek en dichter Ted van Lieshout.           | Met schrijver Peter Buurman, een leesclub bestaande uit Daniël Boissevain en Rennie Rijpma, Sticks in de rubriek De Taalapotheek en dichter Ted van Lieshout.           |
| 4          | donderdag 21 november 2024 | Met schrijver Anya Niewierra, een leesclub bestaande uit Evert ten Napel en Marjolein Keuning, Gerard Spong in de rubriek De Taalapotheek en dichter Martin Rombouts.   | Met schrijver Anya Niewierra, een leesclub bestaande uit Evert ten Napel en Marjolein Keuning, Gerard Spong in de rubriek De Taalapotheek en dichter Martin Rombouts.   | Met schrijver Anya Niewierra, een leesclub bestaande uit Evert ten Napel en Marjolein Keuning, Gerard Spong in de rubriek De Taalapotheek en dichter Martin Rombouts.   | Met schrijver Anya Niewierra, een leesclub bestaande uit Evert ten Napel en Marjolein Keuning, Gerard Spong in de rubriek De Taalapotheek en dichter Martin Rombouts.   |
| 5          | vrijdag 22 november 2024   | Met schrijver Bart van Loo, een leesclub bestaande uit Boris van der Ham en Martine Gosselink, Floris Kortie in de rubriek De Taalapotheek en dichter Roan Kasanmonadi. | Met schrijver Bart van Loo, een leesclub bestaande uit Boris van der Ham en Martine Gosselink, Floris Kortie in de rubriek De Taalapotheek en dichter Roan Kasanmonadi. | Met schrijver Bart van Loo, een leesclub bestaande uit Boris van der Ham en Martine Gosselink, Floris Kortie in de rubriek De Taalapotheek en dichter Roan Kasanmonadi. | Met schrijver Bart van Loo, een leesclub bestaande uit Boris van der Ham en Martine Gosselink, Floris Kortie in de rubriek De Taalapotheek en dichter Roan Kasanmonadi. |